# John Kirby (musicien)
Pour les articles homonymes, voir John Kirby et Kirby.
John Kirby (1908-1952) est un tubiste, contrebassiste et chef d'orchestre américain de jazz.

## Biographie
Kirby naît à Baltimore le 31 décembre 1908, abandonné très jeune il passe une partie de son enfance dans un orphelinat, s'initie au trombone puis à 16 ans s'installe à New York,. Il occupe différents emplois, notamment bagagiste pour la compagnie de chemin de fer Pullman, afin d'acheter un tuba à la suite du vol de son instrument,. De 1928 à 1930, il joue dans la formation Bill Brown and His brownies puis rejoint le grand orchestre de Fletcher Henderson de 1930 à 1933. À partir de 1930 il apprend la contrebasse auprès de Wellman Braud et Pops Foster, continuant aussi à jouer au tuba puis en 1933 il choisit définitivement la contrebasse. De 1933 à 1935, Kirby joue avec le batteur Chick Webb, réintègre ensuite l'ensemble de Fletcher Henderson de 1935 à 1936 puis en 1936 et 1937 il rejoint l'orchestre de Lucky Millinder, le Mills Blue Rhythme Band.
En 1937, Kirby joue durant onze mois à l'Onyx Club, un club de jazz new-yorkais situé sur la 52e rue à Manhattan, et fonde à cette période un sextette surnommé Onyx Club Boys et qui fera sa renommée. Kirby crée le groupe avec le trompettiste Frankie Newton et Pete Brown. Ils sont remplacés quelques mois plus tard par le trompettiste Charlie Shavers, le saxophoniste Russell Procope. Les trois autres membres du groupe sont le clarinettiste Buster Bailey, le pianiste Billy Kyle et le batteur O'Neill Spencer. Il forme alors un grand orchestre dont les membres ne changeront pas jusqu'en 1942 et dans lequel à partir de 1940 intervient ponctuellement la chanteuse Maxine Sullivan, son épouse à cette période. Kirby est dans les années 1930 l'un des contrebassistes les plus appréciés et son groupe The John Kirby Sextet connaît un début de popularité entre 1938 et 1942, notamment avec le morceau intitulé Undecided composé par Shavers. À partir de 1942 le succès du groupe décroît cependant rapidement. Plusieurs changements ont lieu dans le groupe avec le départ du batteur Spencer qui est remplacé par Specs Powell puis plus tard par Bill Beason tandis que le saxophoniste George Johnson remplace Procope. Durant l'hiver 1945-1946, Kirby tente de redonner du souffle à son sextette en intégrant la chanteuse Sarah Vaughan. En 1946, seuls Kirby et Bailey sont les membres de l'orchestre d'origine, le trompettiste Shavers ayant choisi de quitter le groupe l'année précédente. Cette désorganisation du groupe, initialement uni et associé au déclin des big bands conduit Kirby à démanteler le sextette cette année-là. Malgré quelques tentatives, Kirby ne parvient pas à reformer un sextette au cours des années suivantes. Il forme un quartette en 1950 avec lequel il se produit au Carnegie Hall. Il joue ensuite avec les trompettistes Red Allen, Buck Clayton et Benny Carter. Il essaie de faire revivre son sextette mais la maladie vient tout remettre en cause. Il meurt à 43 ans, retrouvé mort dans son appartement à Hollywood le 14 juin 1952, des suites d'un diabète.

## Style
Les morceaux au style swing sont principalement arrangés par Kyle et Shavers ; l'auteur Alain Tercinet emploie les termes de « aérien, jeu légato, perfectionnisme de l'exécution ». L'auteur Scott Yanow écrit que le sextette « a eu sa propre et unique place dans la musique, offrant un fort contraste avec d'autres orchestres swing beaucoup plus bruyants et moins subtils ».

## Discographie
- John Kirby & his sextette, the chronological 1938-1939 Classics 750
- John Kirby & his sextette, the chronological, 1939-1941 Classics 770
- John Kirby & his sextette, the chronological, 1941-1943 Classics 792
- John Kirby and his orchestra, the chronological, 1945-1946 Classics 964